# 许光时
許光時，字明授，號寅若，福建龍溪縣人，是一名明朝政治人物。

## 生平
萬曆二十八年（1600年）庚子科順天府鄉試舉人。
许光时曾于1627年接替唐世涵任崇明县知县一职，1628年由熊开元接任。